# Tara Moshizi
Tara Khosravi Moshizi , född 23 augusti 1983 i Teheran, Iran, är en svensk radioprogramledare och kulturjournalist uppväxt i Mölnlycke.
Moshizi är utbildad journalist på Skurups folkhögskola.
Moshizi har arbetat på Sveriges Radio och har bland annat varit programledare för Frank och P3 Populär. Hon har suttit i nöjespanelen i SVT:s Gomorron Sverige och är bok- och filmtipsare i SVT:s Gokväll. Moshizi har tidigare varit nöjes- och kulturredaktör på tidningen City upplaga i Malmö och Lund samt arbetat som reporter på Expressen och skrivit för magasinen Bon och Elle. Från 2012 arbetade hon på Aftonbladet där hon tillhörde musikredaktionen och fokuserade på att bevaka soul, r'n'b och elektronisk musik. Sedan juni 2023 är hon tillsvidareanställd som kulturskribent på Dagens Nyheter.
Moshizi är också DJ och har arrangerat klubbar på Debaser i Malmö och i Stockholm.